# Château de Letzlingen
Le château de Letzlingen (Jagdschloss Letzlingen) est un château néogothique situé à Letzlingen au sud de l'arrondissement d'Altmark-Salzwedel en Saxe-Anhalt (Allemagne).

## Historique

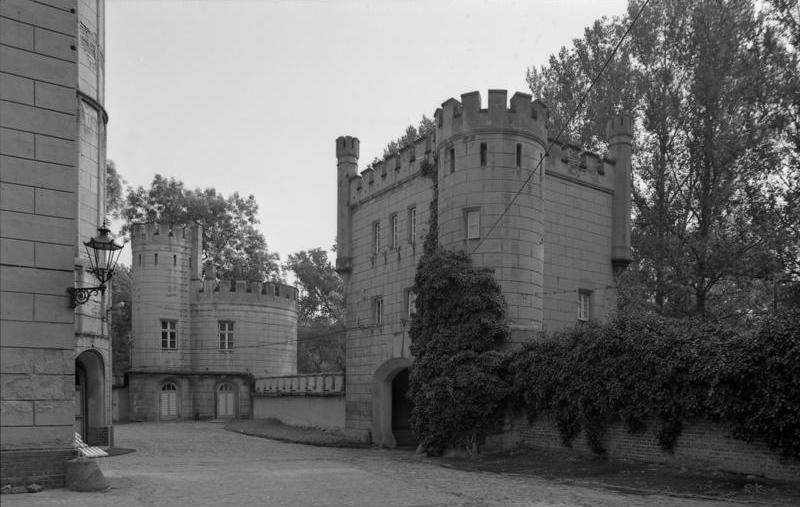
Vue du château en 1991

Un pavillon de chasse construit en 1560 par Caspar Theiss (de) pour l'Électeur Jean II Georges de Brandebourg (1525-1598) se trouvait à cet emplacement. Il était de forme quadrangulaire avec des tours d'angle et entouré de douves. C'est qu'ici qu'eurent lieu les noces de l'Électeur avec sa troisième épouse, la princesse Élisabeth d'Anhalt-Zerbst (1567-1607), fille de Joachim-Ernest d'Anhalt.
Les Hohenzollern s'intéressent peu au château, et il faut attendre Frédéric-Guillaume IV de Prusse qui le fait reconstruire entre 1840 et 1843 en style médiéval anglais à la Tudor. Les plans sont de Friedrich August Stüler et de Ludwig Ferdinand Hesse. Le plan est quadrangulaire avec des tours d'angle crénelées, une tour ronde dont l'escalier dessert les corps de bâtiment et le corps de logis et un grand portail dominé par une tour à l'est. La salle de banquet est aménagée, avec des cuisines, par Stüler entre 1851 et 1853, et les travaux sont confiés à son frère Karl Askan, assisté de Karl Albert Rosenthal. Ce dernier construit une chapelle néogothique entre 1859 et 1861 à la consécration de laquelle assiste Guillaume Ier de Prusse.
Le château reçoit des hôtes prestigieux qui viennent y chasser, comme le futur empereur François-Joseph, le chancelier Bismarck, Theobald von Bethmann-Hollweg, le comte von Bülow, ou les grands-ducs de Russie. La dernière chasse officielle a lieu en novembre 1912, sous le règne de Guillaume II.
Le château de Letzlingen, à la chute de l'Empire allemand en novembre 1918, entre en possession de l'État libre de Prusse et Bernhard Uffrecht (de) y installe une école. Celle-ci est fermée en avril 1933 par les nouvelles autorités nationales-socialistes pour en faire une maison de formation des SA. Le château sert d'hôpital militaire pendant la Seconde Guerre mondiale, puis d'hôpital régional sous le régime de la république démocratique allemande.
Le château appartient aujourd'hui à la fondation des châteaux et cathédrales de Saxe-Anhalt qui y ouvre un hôtel de tourisme, avec une partie consacrée à un musée.

## Source
- (de) Cet article est partiellement ou en totalité issu de l’article de Wikipédia en allemand intitulé « Jagdschloss Letzlingen » (voir la liste des auteurs).